# Звірів
Зві́рів — село в Україні, у Луцькому районі Волинської області. Входить до складу Підгайцівської сільської громади. Населення становить 631 людина станом на 01.01.2025.

## Історія
У XVI ст. Звірів належав Луцькому замку, за поворовим реєстром Луцького повіту 1570 р. належав шляхтичу Єрофію Гойському, який платив за 8 димів і 11 городників. Наприкінці ХІХ ст. в селі було 31 дім і 449 жителів, дерев'яна церква, водяний млин, смолярня, виробництво скипидару.
У 1906 році село Піддубецької волості Луцького повіту Волинської губернії. Відстань від повітового міста 18 верст, від волості 4. Дворів 65, мешканців 630.
Під час Першої світової війни на третій день Брусиловського прориву 24 травня (6 червня) 1916 р. авангард російських військ (40-й корпус 125-ї дивізії) у напрямку до Луцька підійшов до Звірова і Гаразджі.

## Населення
Згідно з переписом УРСР 1989 року чисельність наявного населення села становила 783 особи, з яких 364 чоловіки та 419 жінок.
За переписом населення України 2001 року в селі мешкали 662 особи.

### Мова
Розподіл населення за рідною мовою за даними перепису 2001 року:
| Мова       | Відсоток |
| ---------- | -------- |
| українська | 99,70 %  |
| російська  | 0,30 %   |

## Персоналії

### Народилися
- Заборовець Федір — провідник Луцького окружного проводу ОУН, провідник Холмського окружного проводу ОУН.